# Hamilton Hamilton

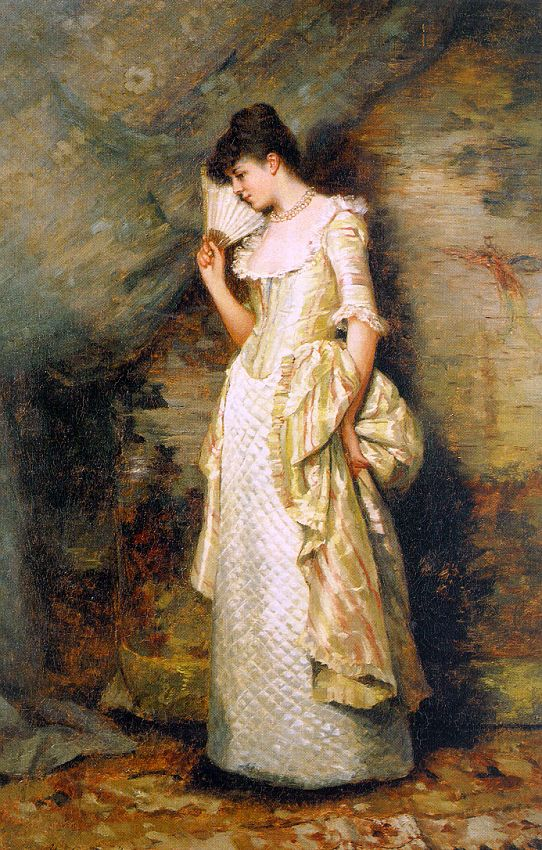
Kobieta z wachlarzem – 1900

Hamilton Hamilton (ur. 1847 w Oksfordzie, zm. 1928) – amerykański malarz naturalista.
W dzieciństwie wyjechał do Norwalk w Stanach Zjednoczonych. Był uczniem Johna Ruskina, debiutował w 1872 r. w Buffalo jako portrecista, później malował głównie pejzaże.